# Западная Европа
За́падная Евро́па — региональная группа государств Европы, объединённых по политическому либо культурно-географическому признаку.
В годы холодной войны к государствам Западной Европы относили членов блока НАТО, в то время как восточноевропейские государства составляли Организацию Варшавского договора (ОВД).
После упразднения ОВД закрепилось выделение в Европе северного, южного и центрального регионов, куда были отнесены государства, ранее входившие как в восточный, так и в западный блок. Соответственно, к государствам Западной Европы стали теперь относить только Бельгию, Люксембург, Монако, Нидерланды и Францию.

## Государства Западной Европы
| Государство    | Метод группировки | Метод группировки  | Метод группировки  | Метод группировки | Столица    |
| Государство    | По версии ООН     | По версии ЦРУ      | По версии СГНЗС    | По версии ОКСМ    | Столица    |
| -------------- | ----------------- | ------------------ | ------------------ | ----------------- | ---------- |
| Австрия        |                   | Центральная Европа | Центральная Европа |                   | Вена       |
| Бельгия        |                   |                    |                    |                   | Брюссель   |
| Великобритания | Северная Европа   |                    |                    | Северная Европа   | Лондон     |
| Германия       |                   | Центральная Европа | Центральная Европа |                   | Берлин     |
| Ирландия       | Северная Европа   |                    |                    | Северная Европа   | Дублин     |
| Лихтенштейн    |                   | Центральная Европа | Центральная Европа |                   | Вадуц      |
| Люксембург     |                   |                    |                    |                   | Люксембург |
| Монако         |                   |                    |                    |                   | Монако     |
| Нидерланды     |                   |                    |                    |                   | Амстердам  |
| Франция        |                   |                    |                    |                   | Париж      |
| Швейцария      |                   | Центральная Европа | Центральная Европа |                   | Берн       |

- Западная Европа по версии ЦРУ. Тёмно-оранжевым — страны, относящиеся также к Юго-Западной Европе
- Западная Европа согласно варианту деления, опубликованному в германском журнале «Европа регионал» в 2005 году
- Вариант деления из географического центра Европы на 8 сторон света и центральную часть. Западная Европа обозначена оранжевым цветом
- Европа в 1988 году. Синим — государства ЕЭС, красным — СЭВ

##### «Западная Европа» на языках своих стран
| Язык (государства)                                                        | Название           |
| ------------------------------------------------------------------------- | ------------------ |
| Английский (Великобритания, Ирландия)                                     | Western Europe     |
| Французский (Франция, Швейцария, Бельгия, Люксембург, Андорра, Монако)    | Europe de l’Ouest  |
| Немецкий (Германия, Австрия, Швейцария, Бельгия, Люксембург, Лихтенштейн) | Westeuropa         |
| Нидерландский (Нидерланды, Бельгия)                                       | West Europa        |
| Испанский (Испания, Андорра)                                              | Europa Occidental  |
| Португальский (Португалия)                                                | Europa Ocidental   |
| Итальянский (Италия, Швейцария)                                           | Europa Occidentale |
| Ирландский (Ирландия)                                                     | Iarthair Eoraip    |
| Каталанский (Андорра)                                                     | Europa Occidental  |